# Nos retrouvailles (téléfilm)
Pour les articles homonymes, voir Nos retrouvailles.
Nos retrouvailles est un téléfilm français réalisé par Josée Dayan et diffusé le 18 janvier 2012 sur France 2.

## Synopsis
Élisabeth (Fanny Ardant) découvre que son amour de jeunesse, Philippe (Charles Berling), s'est installé dans l'immeuble où elle habite avec son mari et ses deux enfants. Ses retrouvailles avec cet artiste bohème vont la bouleverser et la pousser à remettre en question sa vie bien rangée d'architecte, d'épouse et de mère.

## Fiche technique
- Réalisateur : Josée Dayan
- Scénario : Philippe Besson
- Montage : Yves Langlois, Florence Leconte
- Date de diffusion :  18 janvier 2012 sur France 2
- Durée : 95 minutes
- Genre : Drame

## Distribution
- Fanny Ardant : Élisabeth Andrieu
- Charles Berling : Philippe Cabrera
- Laurent Grévill : François Andrieu
- Isabelle Candelier : Valérie Féraud
- Claire Nebout : Louise Maubert
- Marc Rioufol : Laurent Féraud
- Stéphan Guérin-Tillié : Nicolas
- Jean-Pierre Marielle : le psychanalyste